# سیارک ۸۳۳۹
سیارک ۸۳۳۹ (به انگلیسی: 8339 Kosovichia، نامگذاری:1985RM6) هشت هزار و سیصد و سی و نهمین سیارک کشف شده‌است که در ۱۵ سپتامبر ۱۹۸۵ کشف شد.
قدر مطلق سیارک برابر ۱۲٫۹۰ است.